# 宮園いづみ
宮園 いづみ（みやぞの いづみ、9月7日 - ）は、日本の漫画家。新潟県出身。
『プチコミック』2005年3月号に掲載された読み切り作品「春眠処方箋」でデビューして以降、主に同誌で活動。2021年から同誌にて、『不眠不休で夢とか恋とか』を連載している。

## 作品リスト

### 連載
- あなたの胸に還る日まで（『プチコミック』2010年8月号[3] - 12月号）
- 誰にも言えない夜をあげる（『プチコミック』2011年10月号[4] - 12月号[5]）
- 恋愛カフェイン（『プチコミック』2012年5月号[6] - 12月号）
- どれだけ甘いシナリオだって（『プチコミック』2013年5月号[7] - 2014年1月号）
- 突然ですが、明日結婚します（2014年[8] - 2018年[9]）
- 愛になんて溺れない（『プチコミック』2018年10月号[10] - 2020年1月号[11]）
- もいちど彼と（『プチコミック』2020年5月号[12] - 2021年2月号[13]）
- 不眠不休で夢とか恋とか（『プチコミック』2021年7月号[14] - 2022年9月号[15]）
- 結婚しましょう、恋する前に（『プチコミック』2022年11月号[16] - 連載中）

### 読み切り
- Again（『結婚』2016年[書誌 1]） - アンソロジー寄稿作品。
- 突然ですが、今日会いに来て（『プチコミック』2018年8月号[17]・10月号[10]） - 『突然ですが、明日結婚します』のスピンオフ作品[17]。

### 書籍
小学館〈フラワーコミックス〉より刊行
- 『そのときは彼によろしく』原作：市川拓司、2007年[書誌 2]、全1巻
- 『伝える吐息』2007年8月24日発売[書誌 3]、ISBN 978-4-09-131192-4
- 『あい♥部屋』2008年3月26日発売[書誌 4]、ISBN 978-4-09-131488-8
- 『Mask〜仮面の情事〜』2008年9月10日発売[書誌 5]、ISBN 978-4-09-131819-0
- 『月夜のドール』2009年2月10日発売[書誌 6]、ISBN 978-4-09-132240-1
- 『先生、もう一度…』2009年12月10日発売[書誌 7]、ISBN 978-4-09-132860-1
- 『未完成な愛し方』2010年6月10日発売[書誌 8]、ISBN 978-4-09-133175-5
- 『あなたの胸に還る日まで』2011年1月7日発売[書誌 9]、ISBN 978-4-09-133584-5
- 『禁欲の昼と甘美な夜』2011年7月8日発売[書誌 10]、ISBN 978-4-09-133895-2
- 『誰にも言えない夜をあげる』2012年4月10日発売[書誌 11]、ISBN 978-4-09-134395-6
- 『恋愛カフェイン』、全2巻
  1. 2012年10月10日発売[書誌 12]、ISBN 978-4-09-134677-3
  2. 2013年4月10日発売[書誌 13]、ISBN 978-4-09-135114-2
- 『どれだけ甘いシナリオだって』、全2巻
  1. 2013年10月10日発売[書誌 14]、ISBN 978-4-09-135687-1
  2. 2014年2月10日発売[書誌 15]、ISBN 978-4-09-135800-4
- 『突然ですが、明日結婚します』2014年 - 2018年、全9巻
  - 『突然ですが、今日会いに来て』2019年[18]、全1巻 - 『突然ですが、明日結婚します』のスピンオフ作品。
- 『突然ですが、今夜攫いにいきます』2016年11月10日発売[書誌 16]、ISBN 978-4-09-138766-0、短編集
- 『愛になんて溺れない』、全3巻
  1. 2019年7月10日発売[18][書誌 17]、ISBN 978-4-09-870368-5
  2. 2019年10月10日発売[書誌 18]、ISBN 978-4-09-870672-3
  3. 2020年2月10日発売[書誌 19]、ISBN 978-4-09-870786-7
- 『もいちど彼と』、全3巻
  1. 2020年8月7日発売[19][書誌 20]、ISBN 978-4-09-871116-1
  2. 2020年12月10日発売[書誌 21]、ISBN 978-4-09-871194-9
  3. 2021年6月10日発売[書誌 22]、ISBN 978-4-09-871352-3
- 『不眠不休で夢とか恋とか』、全2巻
  1. 2022年4月9日発売[20][書誌 23]、ISBN 978-4-09-871651-7
  2. 2022年9月8日発売[書誌 24]、ISBN 978-4-09-871758-3
- 『結婚しましょう、恋する前に』、既刊7巻（2025年5月9日現在）
  1. 2023年3月9日発売[21][書誌 25]、ISBN 978-4-09-872031-6
  2. 2023年7月10日発売[書誌 26]、ISBN 978-4-09-872310-2
  3. 2023年11月9日発売[書誌 27]、ISBN 978-4-09-872455-0
  4. 2024年3月8日発売[書誌 28]、ISBN 978-4-09-872523-6
  5. 2024年8月9日発売[書誌 29]、ISBN 978-4-09-872729-2
  6. 2025年1月9日発売[書誌 30]、ISBN 978-4-09-872853-4
  7. 2025年5月9日発売[書誌 31]、ISBN 978-4-09-873103-9

### 書誌出典
1. ↑  “結婚｜ＦＣαコミックス アンソロジー｜フラワーコミックス系｜コミックス”. 小学館. 2014年1月10日閲覧。
2. ↑  “そのときは彼によろしく (小学館) : 2007｜書誌詳細”. 国立国会図書館. 2019年12月13日閲覧。
3. ↑  “伝える吐息｜フラワーコミックスα｜フラワーコミックス系｜コミックス”. 小学館. 2014年6月10日閲覧。
4. ↑  “あい部屋｜フラワーコミックスα｜フラワーコミックス系｜コミックス”. 小学館. 2014年6月10日閲覧。
5. ↑  “Mask〜仮面の情事〜｜フラワーコミックスα｜フラワーコミックス系｜コミックス”. 小学館. 2014年6月10日閲覧。
6. ↑  “月夜のドール｜フラワーコミックスα｜フラワーコミックス系｜コミックス”. 小学館. 2014年6月10日閲覧。
7. ↑  “先生、もう一度…｜フラワーコミックスα｜フラワーコミックス系｜コミックス”. 小学館. 2014年6月10日閲覧。
8. ↑  “未完成な愛し方｜フラワーコミックスα｜フラワーコミックス系｜コミックス”. 小学館. 2014年6月10日閲覧。
9. ↑  “あなたの胸に還る日まで｜フラワーコミックスα｜フラワーコミックス系｜コミックス”. 小学館. 2014年6月10日閲覧。
10. ↑  “禁欲の昼と甘美な夜｜フラワーコミックスα｜フラワーコミックス系｜コミックス”. 小学館. 2014年6月10日閲覧。
11. ↑  “誰にも言えない夜をあげる｜フラワーコミックスα｜フラワーコミックス系｜コミックス”. 小学館. 2014年6月10日閲覧。
12. ↑  “恋愛カフェイン 1｜フラワーコミックスα｜フラワーコミックス系｜コミックス”. 小学館. 2014年6月10日閲覧。
13. ↑  “恋愛カフェイン 2｜フラワーコミックスα｜フラワーコミックス系｜コミックス”. 小学館. 2014年6月10日閲覧。
14. ↑  “どれだけ甘いシナリオだって 1｜フラワーコミックスα｜フラワーコミックス系｜コミックス”. 小学館. 2014年6月10日閲覧。
15. ↑  “どれだけ甘いシナリオだって 2｜フラワーコミックスα｜フラワーコミックス系｜コミックス”. 小学館. 2014年6月10日閲覧。
16. ↑  “突然ですが、今夜攫いにいきます｜フラワーコミックスα｜フラワーコミックス系｜コミックス”. 小学館. 2016年12月20日閲覧。
17. ↑  “愛になんて溺れない 1”.   小学館. 2021年6月10日閲覧。
18. ↑  “愛になんて溺れない 2”.   小学館. 2021年6月10日閲覧。
19. ↑  “愛になんて溺れない 3”.   小学館. 2021年6月10日閲覧。
20. ↑  “もいちど彼と 1”.   小学館. 2021年6月10日閲覧。
21. ↑  “もいちど彼と 2”.   小学館. 2021年6月10日閲覧。
22. ↑  “もいちど彼と 3”.   小学館. 2021年6月10日閲覧。
23. ↑  “不眠不休で夢とか恋とか 1”.   小学館. 2021年6月10日閲覧。
24. ↑  “不眠不休で夢とか恋とか 2”.   小学館. 2022年9月29日閲覧。
25. ↑  “結婚しましょう、恋する前に 1”.   小学館. 2024年8月31日閲覧。
26. ↑  “結婚しましょう、恋する前に 2”.   小学館. 2024年8月31日閲覧。
27. ↑  “結婚しましょう、恋する前に 3”.   小学館. 2024年8月31日閲覧。
28. ↑  “結婚しましょう、恋する前に 4”.   小学館. 2024年8月31日閲覧。
29. ↑  “結婚しましょう、恋する前に 5”.   小学館. 2024年8月31日閲覧。
30. ↑  “結婚しましょう、恋する前に 6”.   小学館. 2025年1月9日閲覧。
31. ↑  “結婚しましょう、恋する前に 7”.   小学館. 2025年5月9日閲覧。